# Monaster Świętych Archaniołów w Prizrenie
Monaster Świętych Archaniołów – prawosławny męski klasztor w Prizrenie, nad Bistricą, w jurysdykcji eparchii raszko-prizreńskiej Serbskiego Kościoła Prawosławnego.
Monaster został zbudowany w latach 1343–1352 z fundacji Stefana Urosza IV Duszana. Funkcjonował do 1455, gdy został zniszczony przez Turków. W XVI w. uległ całkowitemu zniszczeniu, a materiał budowlany z jego ruin posłużył do wzniesienia meczetu Sinana Paszy w Prizrenie. W 1998 monaster został reaktywowany. 

## Historia
Monaster Świętych Archaniołów został ufundowany przez cara Stefana Urosza IV Duszana. Architekt, który zaprojektował budowlę, nie jest znany. Budowa monasteru trwała w latach 1343–1352; klasztor zajął miejsce starszej cerkwi. Monaster został przeznaczony dla 200 mnichów. Fundator nadał wspólnocie 93 wsie, kopalnię w Toplicy, ziemie uprawne i winnice, jak również polecił przekazywać jej zyski z handlu na rynku prizreńskim. Stefan Urosz IV Duszan został pochowany w głównej cerkwi monasterskiej. W 1375 w tym samym miejscu doszło do oficjalnego pojednania Patriarchatów Konstantynopolitańskiego i Serbskiego, które wcześniej zerwały kontakty z powodu ustanowienia w Serbii patriarchatu w miejsce arcybiskupstwa. W końcu XIV w. monaster Świętych Archaniołów był przez pewien czas siedzibą patriarchów serbskich; przebywał w nim patriarcha Efrem w momencie bitwy na Kosowym Polu.
Monaster został zajęty przez Turków i zniszczony w 1455, gdy wojska tureckie wkroczyły do Prizrenu. Szczegóły losów klasztoru w kolejnych dekadach nie są znane. W II poł. XVI w. klasztor był już niezamieszkany i popadał w ruinę. W 1615 Sinan Pasza nakazał jego rozbiórkę, by wznieść z pozyskanego materiału meczet Sinana Paszy w Prizrenie. Chociaż monaster przestał istnieć, przetrwał w pamięci miejscowej ludności serbskiej, która zbierała się na wspólną modlitwę w dni świąt patronalnych (wspomnienia archaniołów Gabriela i Michała). 
W 1927 Radoslav Grujić przeprowadził prace archeologiczne na terenie monasteru i doprowadził do przeniesienia ocalałych obiektów odnalezionych na jego terenie do Muzeum Archeologicznego w Skopje. W latach 70. XX wieku zachowane fundamenty i mury klasztorne zostały poddane konserwacji.
Inicjatorem odnowy życia monastycznego w eparchii raszko-prizreńskiej był kierujący nią w latach 1991–2010 biskup Artemiusz. W ciągu pierwszej dekady jego działalności w Kosowie w obrębie średniowiecznych murów monasteru wzniesiono nowy budynek mieszkalny z kaplicą św. Mikołaja Serbskiego. Monaster stał się ważnym centrum życia religijnego kosowskich Serbów.
W 1999 mnich z klasztoru, Charyton, został porwany i zamordowany (jego zwłoki, z odciętą głową, znaleziono rok później). Po uprowadzeniu mnicha pozostali mieszkańcy monasteru wyjechali z niego. Grupa mnichów wróciła do klasztoru po przybyciu na miejsce sił KFOR, które zajęły się ochranianiem obiektu. 
Monaster został spalony podczas zamieszek w Kosowie w 2004, gdy kosowscy Albańczycy uszkodzili wszystkie prawosławne świątynie w Prizrenie. Nowy budynek klasztorny oddano do użytku w 2013. 
Klasztor posiada w Serbii status zabytku o szczególnym znaczeniu (wpisany do rejestru w 1948).  

## Architektura

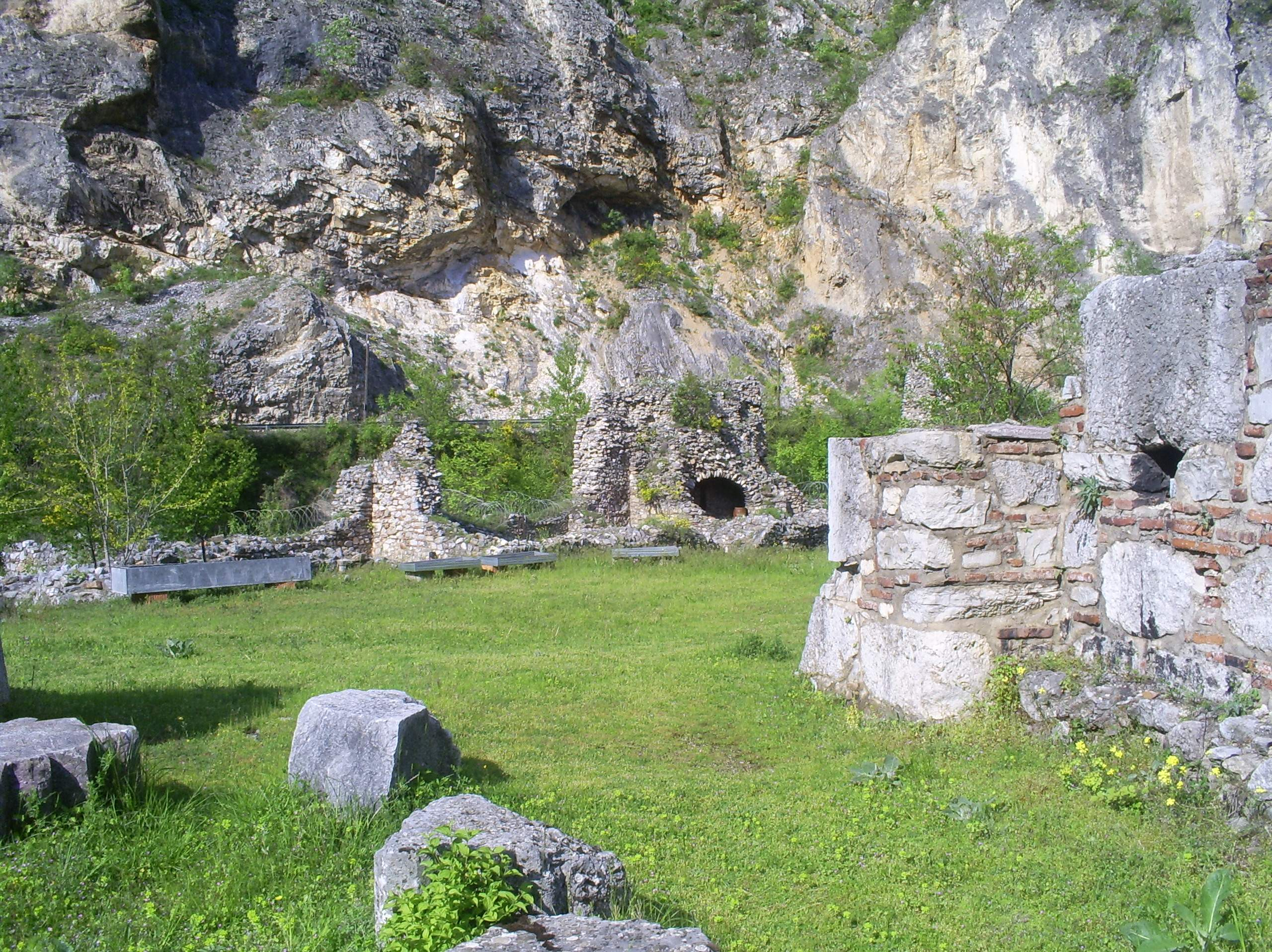
Ruiny klasztoru

Monaster Świętych Archaniołów zajmuje obszar 6500 metrów kwadratowych. Otoczony jest murami obronnymi i połączony z twierdzą Višegrad wzniesioną w celu obrony klasztoru w razie wojny. 
W kompleksie zabudowań monasteru znajdowały się: główna cerkiew, cerkiew św. Mikołaja, budynki mieszkalne, biblioteka, infirmeria i refektarz. Monaster jest jednym z najważniejszych zabytków architektonicznej szkoły raszkańskiej, łączącej osiągnięcia architektury bizantyjskiej i wpływy budownictwa zachodnioeuropejskiego.
Główna cerkiew monasterska wzniesiona była na planie krzyża o długości 28,5 metra i szerokości 16,75 m, z trzema absydami przylegającymi do prezbiterium. Na skrzyżowaniu naw znajdowała się kopuła o średnicy 6,4 m, wspierana przez cztery łuki. Fasady świątyni zdobione były białym i czerwonym marmurem. Wnętrze cerkwi było bogato zdobione freskami, a na posadzce obiektu znajdowały się motywy geometryczne i zwierzęce. Ikonostas w świątyni zbudowany był z marmuru. 
Jednonawowa cerkiew św. Mikołaja była znacznie mniejsza od głównej świątyni (13,2 na 7 metrów), jednak dorównywała jej pod względem bogactwa wystroju wnętrza. Z obydwu świątyń przetrwało ok. 1700 elementów pierwotnej dekoracji rzeźbiarskiej oraz fragmenty fresków.